# ووادیسواف
ووادیسواف ممکن است به یکی از موارد زیر اشاره داشته باشد:
- ووادیسواف اول
- ووادیسواف دوم لهستان
- ووادیسواف سوم
- ووادیسواف چهارم واسا
- ووادیسواف آندرس
- ووادیسواف بارتوشوسکی
- ووادیسواف بورتنوفسکی
- ووادیسواف گومولکا
- ووادیسواف هاینچا
- ووادیسواف فیلیپکوفسکی
- ووادیسواف راچیکیویچ
- ووادیسواف ریمونت
- ووادیسواف سیکورسکی
- ووادیسواف شلوینسکی
- ووادیسواف اشپیلمان